# Раймонд II де Бо (граф д’Авеллино)
Раймонд II де Бо (фр. Raymond II des Baux, ум. 1372) — граф д’Авеллино и сеньор де Бо с 1353.
Сын Гуго I де Бо, графа д’Авеллино, и Жанны д’Апшье.
После провала авантюры своего отца был схвачен и вместе со старшим братом Робертом брошен в темницу в Кастель-дель-Ово, откуда был выпущен только в 1354. Стал графом д’Авеллино после гибели отца и старшего брата. Унаследовал владения своего кузена Раймонда де Бо, сеньора Мейрарга и Пюирикара (ум. 1349).
В это время Роберт Дураццо поднял восстание против королевы Джованны, опустошив и разграбив Прованс; 5 февраля 1355 он захватил замок Бо и бросил в темницу прево Антуана, брата Раймонда, за что был отлучен от церкви папой Иннокентием VI. Забыв или сделав вид, что забыла поведение Гуго I, королева 9 мая 1355 приказала Фульку д’Агу, сенешалю Прованса, помочь всеми способами Раймонду II вернуть его замок и освободить Антуана. За крупную сумму, предоставленную Иннокентием, Роберт Дураццо вернул замок и освободил пленника.
Признательность братьев оказалась непродолжительной и не изгладила воспоминаний прошлого. Через два года они восстали против королевы с помощью своего кузена Амьеля, сына Агу, сеньора Бранта, Каромба и Плезиана. 24 июля 1357 они захватили замок Сен-Кана, принадлежавший марсельскому епископу, а затем разграбили Прованс вместе с гасконскими бандами, предводительствуемыми головорезом Арно де Серволем, по прозвищу Архиерей, и натравленными то ли Дураццо, то ли Филиппом Валуа, также имевшим виды на Прованс.
Напрасно королева конфисковала земли Раймонда и поставила их под защиту Жана д’Арманьяка; мятежников это не остановило. Они захватили Ла-Манон, Мальмор, Пелиссан, Рокфор, Сен-Максимен, Бриньоль и Драгиньян, разграбили Кадьер и Кастелле, сожгли Экс и угрожали Тулону и Марселю. Джованна, по просьбе марсельцев, приказала срыть замок Обань, захваченный Раймондом, и передала горожанам замок Сен-Марсель.
Но, будучи женщиной непостоянной, как мало кто другой, королева через пять лет (в 1363) по просьбе трех сословий Прованса согласилась расценивать как «грехи молодости преступления, грабежи, поджоги, вторжения и убийства», совершенные Раймондом; она его простила и вернула ему с его титулом графа все, чем он владел в Неаполитанском королевстве и Провансе.
Со своей стороны, марсельцы вернули ему замок Сен-Марсель. Это было тем более необходимо Раймонду, что на нем висели долги его отца архиепископу Арльскому, а для того, чтобы вернуть папе Урбану V те 10 тысяч, которые его отец Гуго в своё время взял у Климента VI, он был вынужден в 1365 продать аббатству Сен-Виктор ряд своих владений.
В мае 1370 было заключено соглашение между Раймондом II и его братьями, Антуаном и Франсуа, по условиям которого этим двоим передавались замки и земли в долине Обаня на условии принесения оммажа королеве Джованне в лице Гильома де Бо де Мариньяна, её вице-сенешаля в Провансе.

## Семья
Жена: Жанна де Бофор (ок. 1351—1404), дочь Гильома III Роже, графа де Бофора
- Алиса де Бо (до 1367—1426)
- Жан (1373—1375)
- Буржетта, внебрачная